# Solaris Bus & Coach
A Solaris Bus & Coach S.A. részvénytársasági formában működő lengyel közlekedési gépgyár. Központja Poznańhoz közel, Bolechowo-Osiedlében található. Emellett további három gyártóüzemmel rendelkezik. Főként autóbuszokat, trolibuszokat és villamosokat gyárt.
Olyan családi vállalkozás, melynek az elnöke Krzysztof Olszewski, az igazgatója pedig a felesége, Solange. Jelenleg egy volt fegyvergyárban van az üzem, 2004 májusában az EU bővítéséhez kapcsolódóan a BBC World készített egy műsort, amelyben a gyár a kommunizmus bukása utáni egyik lengyelországi sikerként szerepelt. A 2010-es évben több buszt értékesítettek Európában, mint a MAN-csoport, a Mercedes, a Scania, a Van Hool, az Irisbus, az Autosan és még egy pár kisebb gyártó együttvéve. 2013-ban összesen 1302 buszt rendeltek meg tőlük.
2018 júliusában a spanyol CAF megvásárolta a Solaris részvényeinek 100%-át.

## Története

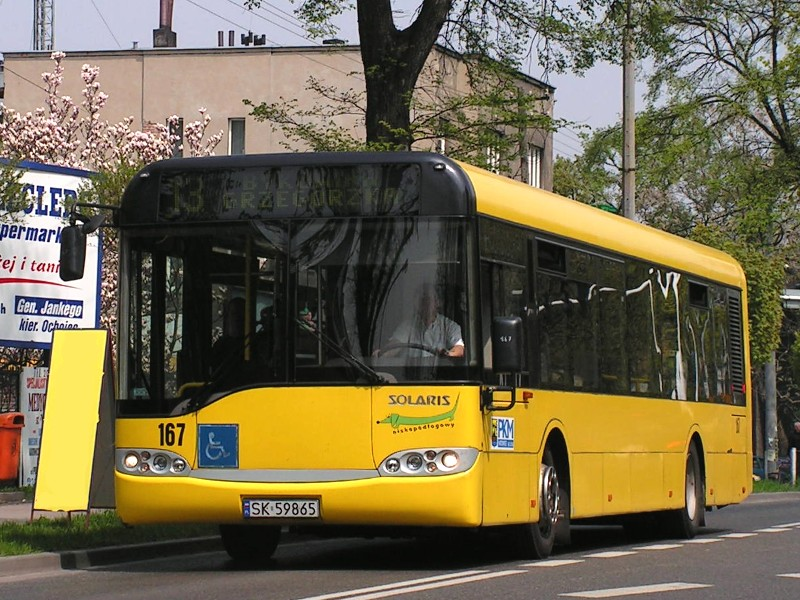
Solaris Urbino 12 második generációs busz Katowicében

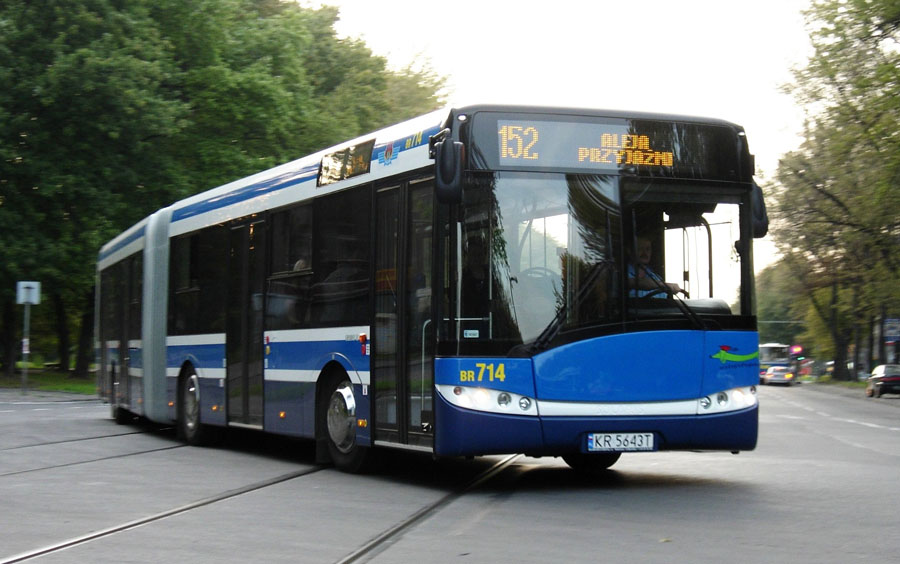
Solaris Urbino 18 harmadik generációs busz Krakkóban

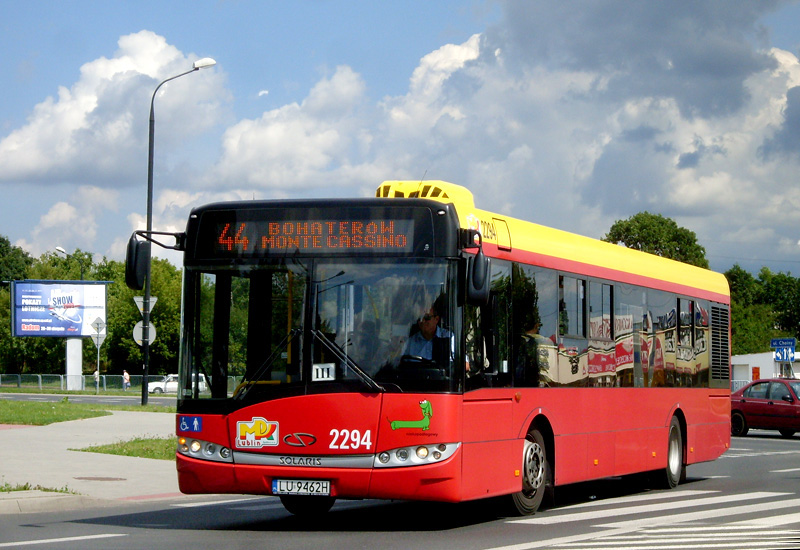
Solaris Urbino 12 harmadik generációs busz Lublinban

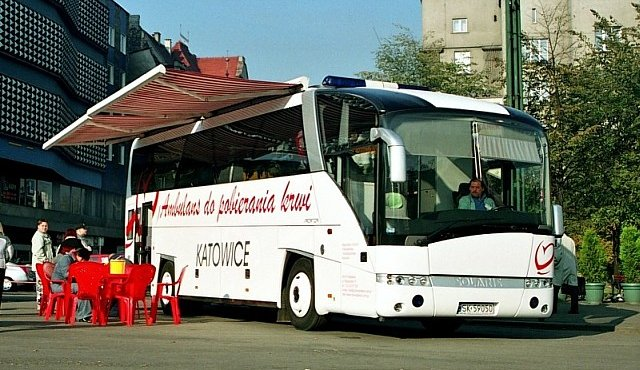
Solaris Vacanza 12 véradásra alkalmassá alakított busz. Viccesen „Vampirobusznak” is nevezik

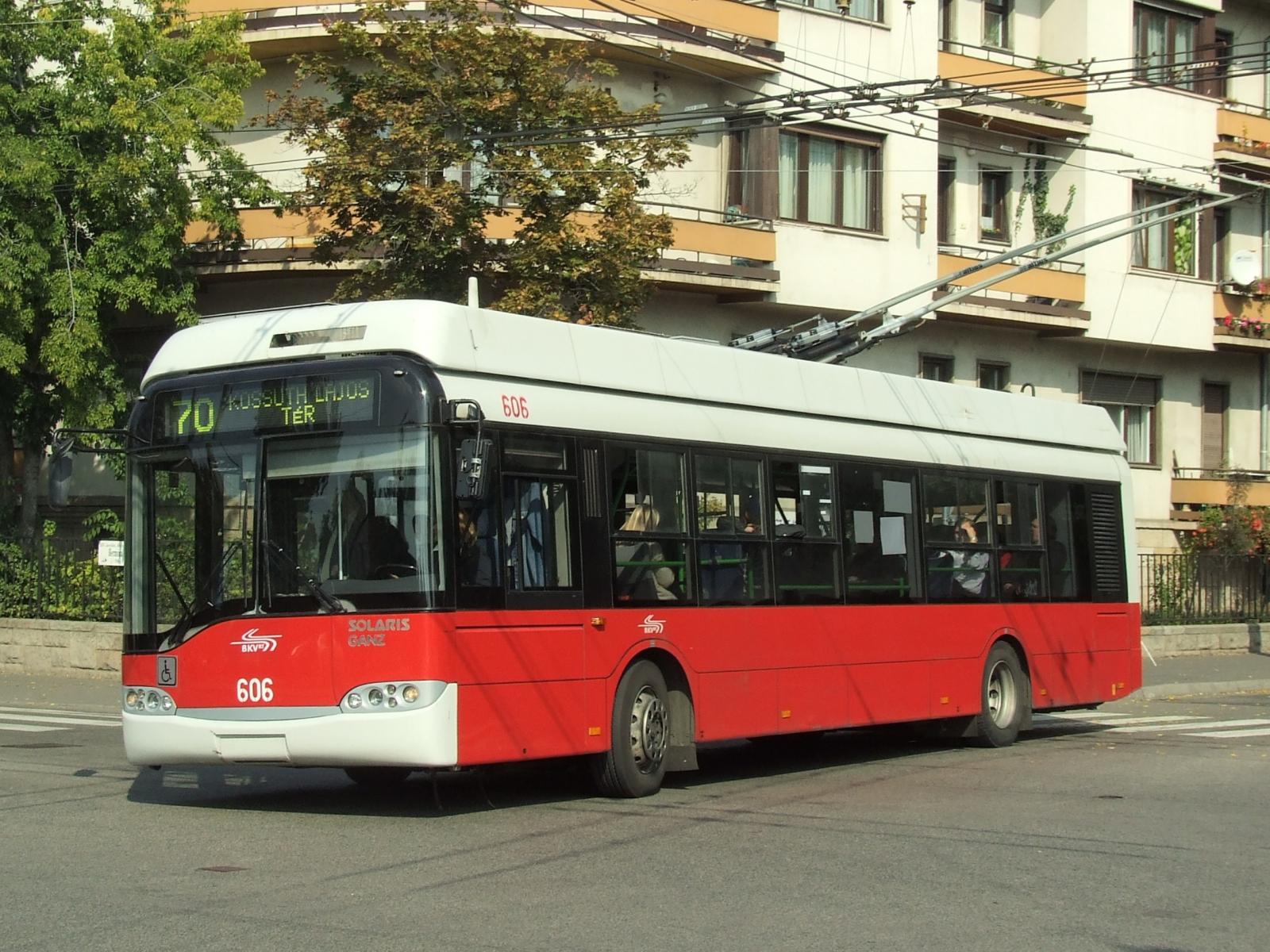
Ganz-Solaris trolibusz Budapesten

A céget Krzysztof Olszewskinek alapította 1994. augusztus 2-án Neoplan Polska néven. A kezdeti időszakban a német Neoplan egyes modelljeinek összeszerelését végezték. Első megrendelésüket még az év októberében Varsó városától kapták, ahová 15 m-es Neoplan N4020-as alacsony padlós városi autóbuszokat szállítottak. 1995-ben Poznańban nyertek el egy tendert 50 darab autóbusz szállítására.
Később a céget eladták az alapítónak, Krzysztof Olszewskinek. A vállalat ezután is alacsonypadlós városi buszokat gyártott eredeti német licenc alapján. Először 1999-ben jelentek meg Solaris márkanév alatt buszok, az úgynevezett Urbino modellek. 2001. szeptember 1-jétől a Neoplan Polska új neve Solaris Bus & Coach Sp. z o.o. lett. 2005-ben részvénytársasággá alakult.
Az 1990-es években a vállalat kifejlesztette a saját kutatási részlegét, és olyan programokat használtak, melyeket a Space Shuttle tervezésénél alkalmaztak. Így gyorsabban el lehetett készíteni az új prototípusokat. A tervezéssel együtt ez csak hat hónapot vett igénybe.
A belgiumi Kortrijkban a buszkiállításon több díjat is nyert a termékeivel. A trolibuszokat a Cegeleccel, a Škodával és a Medcommal közösen gyártja. Mindhárom csoport a trolibuszok elektromos eszközeit szereli bele a kész kocsiszekrénybe. A Solaris Urbino 18 Hybrid az első európai hibrid technológiával működő busz, amelyet legelőször 2006-ban Hannoverben mutattak be
2007-ben nagyjából 1200 alkalmazottja volt a vállalatnak. 2009-ben az alkalmazottak száma 1600-ra emelkedett. A cég évente 1000-1200 buszt képes gyártani.

## Értékesítés
A Solaris Európa 24 országban valamint Dubajban van jelen buszaival, trolibuszaival, illetve villamosaival.
Az eddig eladott CNG és dízelbuszokat a következő országokban/városokban értékesítették:
- Ausztria
- Csehország (Ostrava)
- Dánia
- Egyesült Arab Emírségek (Dubaj)
- Észtország
- Franciaország (Párizs, Bayonne, Narbonne)
- Görögország (Athén)
- Lengyelország (Varsó, Szczecin, Lublin, Gdynia, Radom, Rzeszów, Poznań, Krakkó, Tychy, Częstochowa)
- Lettország (Riga, Daugavpils)
- Litvánia (Kaunas)
- Magyarország (Budapest, Debrecen, Nyíregyháza)
- Málta
- Németország (Berlin, Bohum, Kassel, Frankfurt am Main, Hannover)
- Norvégia
- Olaszország
- Oroszország
- Románia (Nagyvárad, Kolozsvár)
- Spanyolország
- Svájc
- Svédország
- Szerbia
- Szlovákia (Pozsony, Kassa)[3]

A trolibuszokat eddig 13 országban értékesítették:
- Ausztriában (Salzburg)
- Bulgáriában (Szófia)
- Csehországban (Opava, Ostrava, Teplice, Jihlava, Plzeň, Pardubice, Ústí nad Labem, Chomutov–Jirkov)
- Észtországban (Tallinn)
- Lengyelországban (Tychy, Lublin, Gdynia)
- Lettországban (Riga)
- Litvániában (Kaunas, Vilnius)
- Magyarországon (Budapest, Debrecen)
- Németországban (Eberswalde)
- Olaszországban (Róma, Nápoly, Sanremo, Bologna, Cagliari)
- Portugáliában (Coimbra)
- Románia (Brassó,Nagybánya,Kolozsvár)
- Svájcban (Winterthur, La Chaux-de-Fonds)
- Svédországban (Landskrona)[4]

A villamosokat pedig:
- Lengyelországban (Poznań)

## Jelenlegi gyártmányok
Buszok

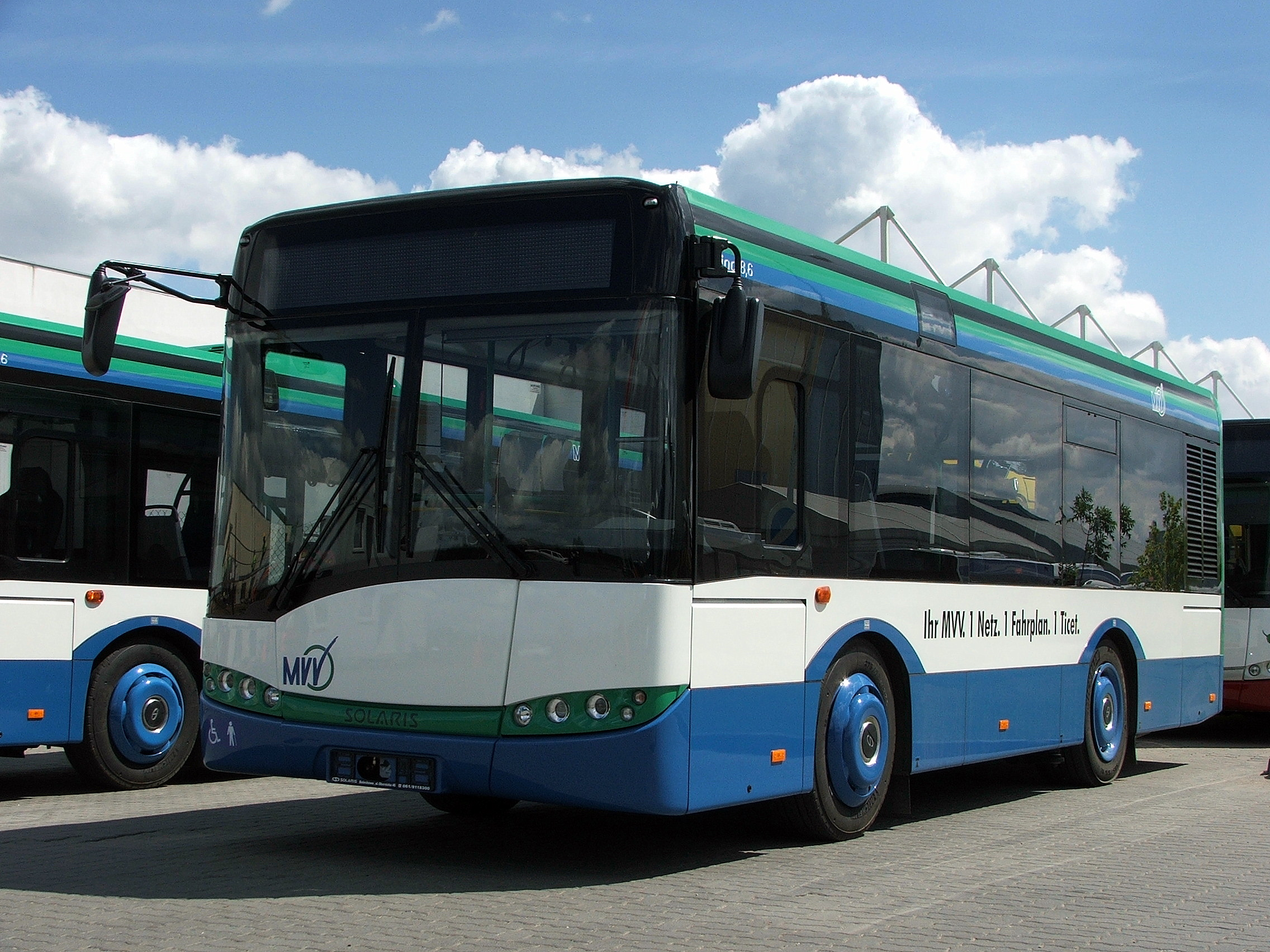
Solaris Alpino Münchenben

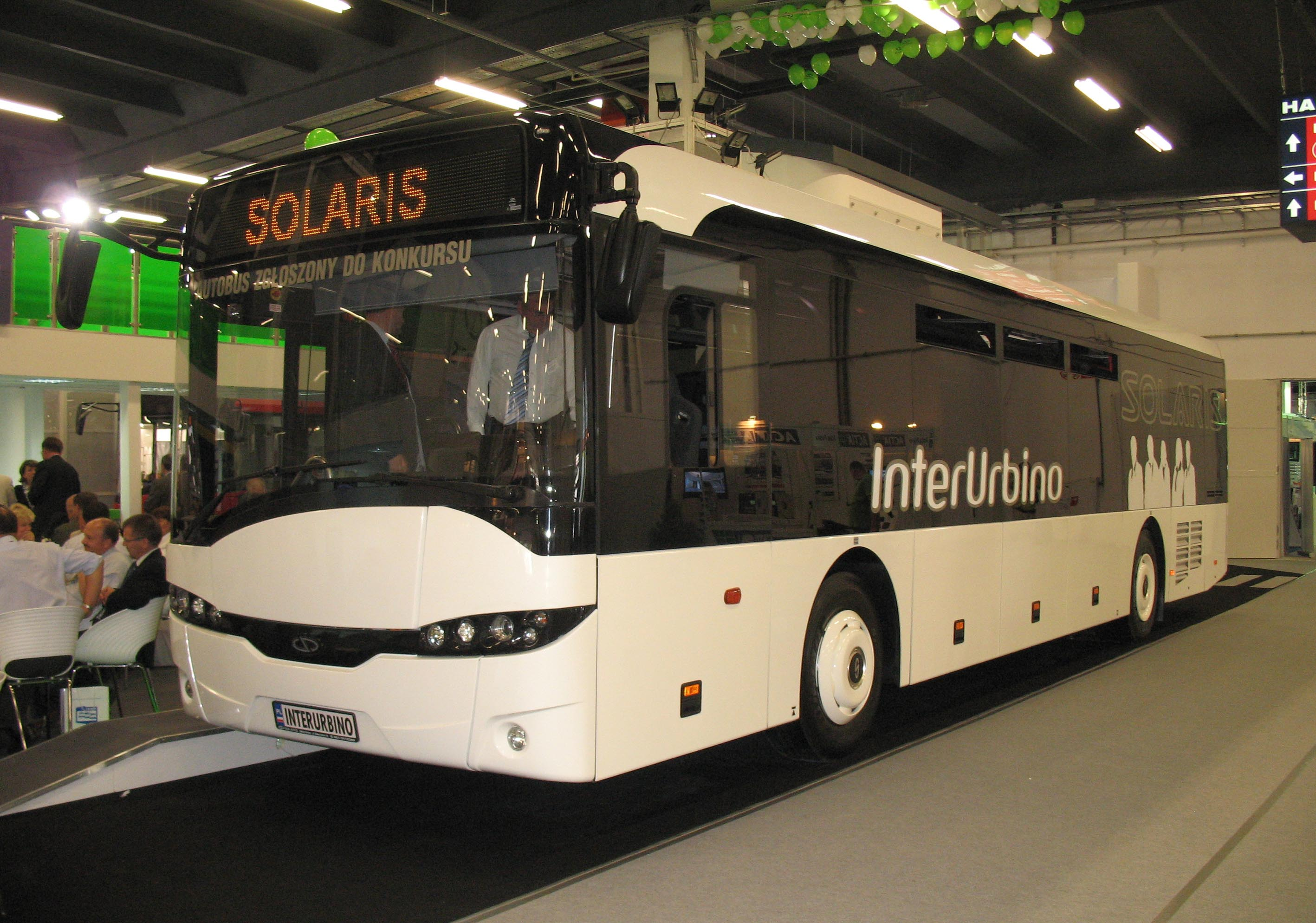
Solaris InterUrbino 12 Kielcében

- Urbino 8.9 LE electric (III. generáció)
- Urbino 9 electric (lV. generáció)
- Urbino 10,5
- Urbino 12
- Urbino 12 LE
- Urbino 12 CNG
- Urbino 12 hybrid
- Urbino 12 electric
- Urbino 12 hydrogen
- InterUrbino 12
- Trollino 12
- Urbino 18
- Urbino 18 CNG
- Urbino 18 hybrid
- Urbino 18 electric
- Trollino 18
- Trollino 24
- Urbino 24 electric

Villamosok
- Solaris Tramino

## Gyártási adatok

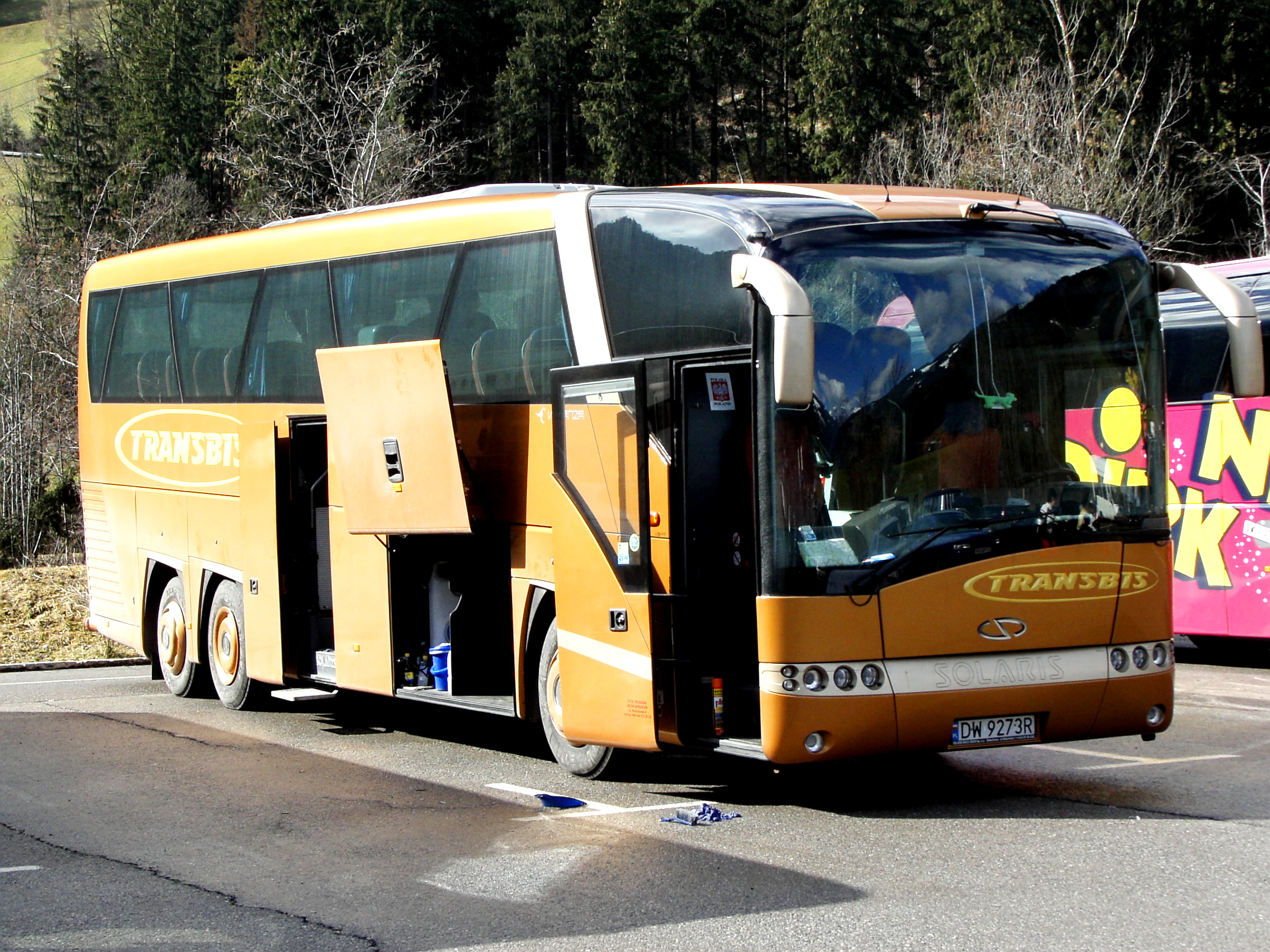
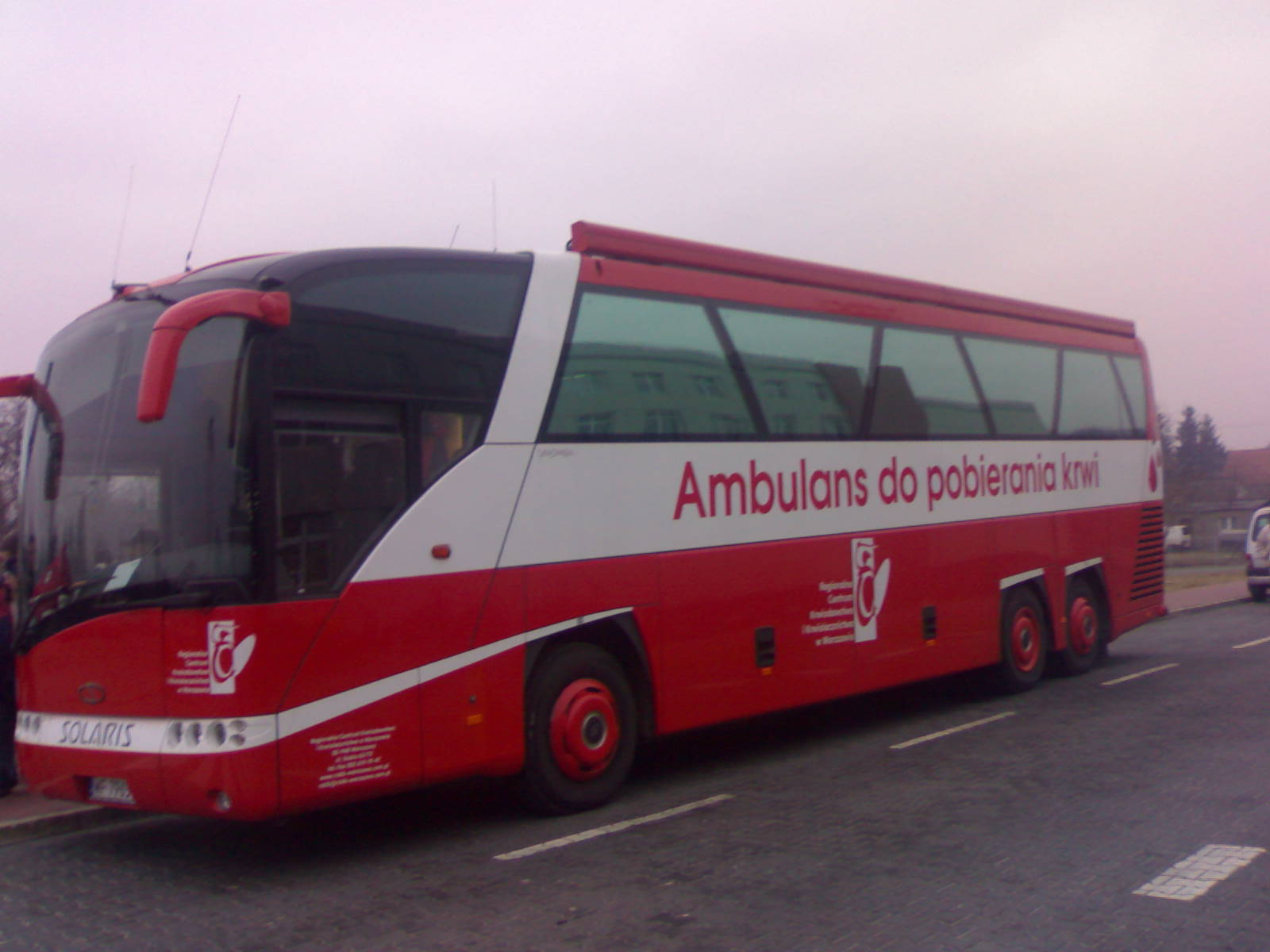
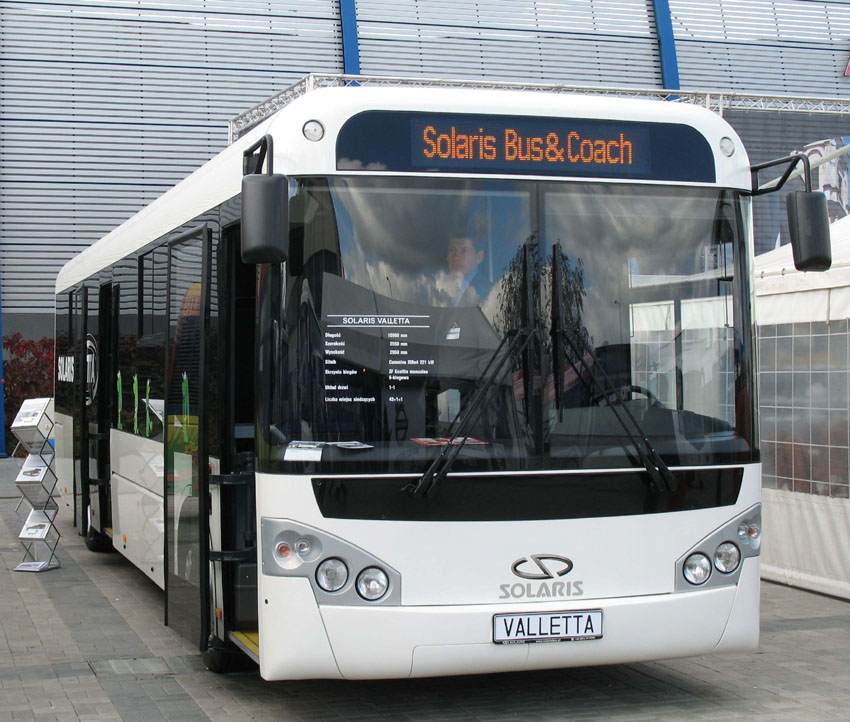
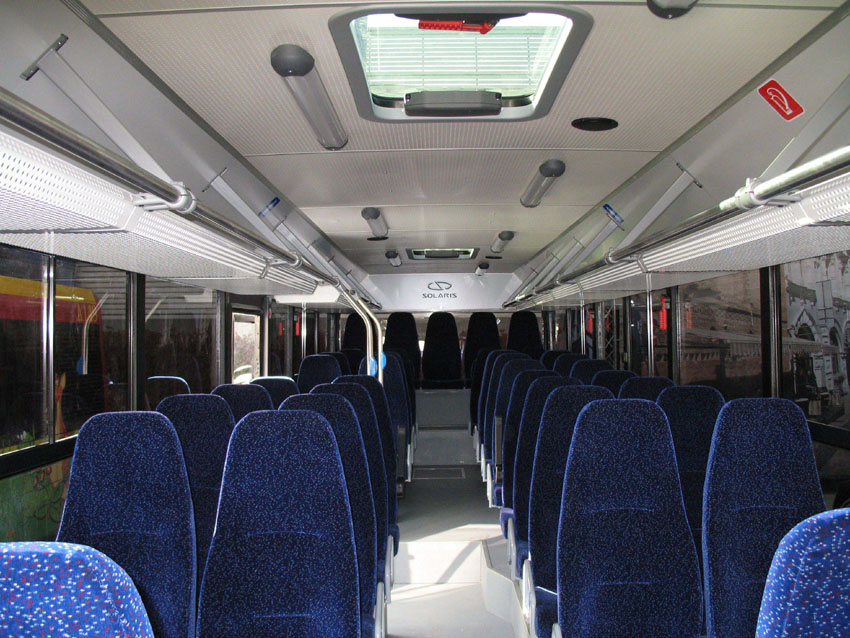

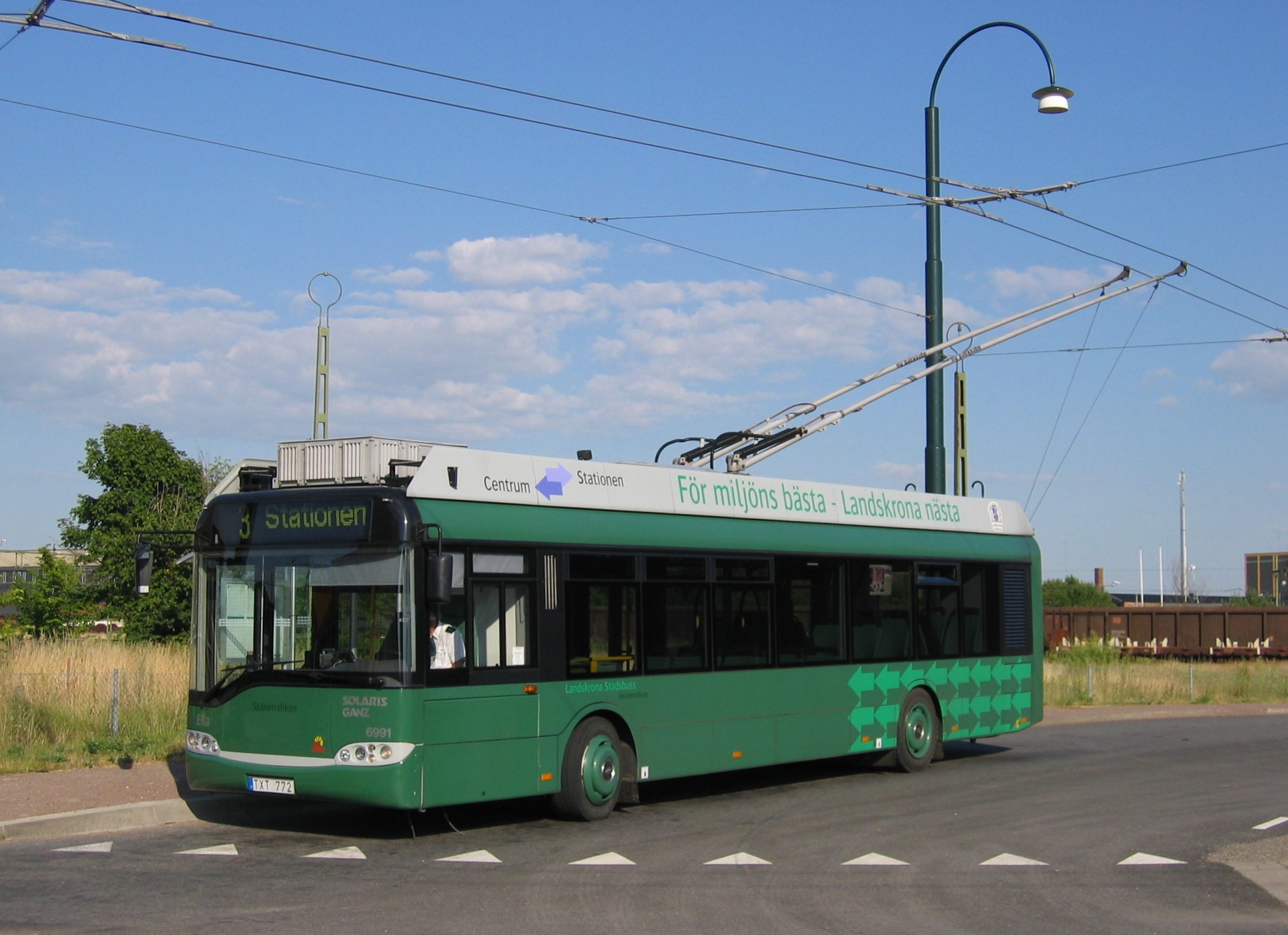
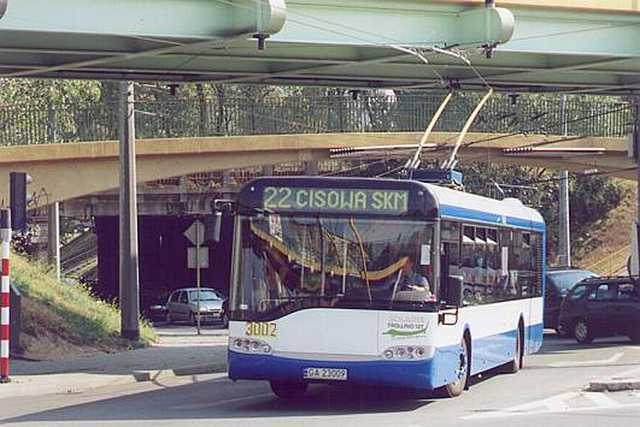
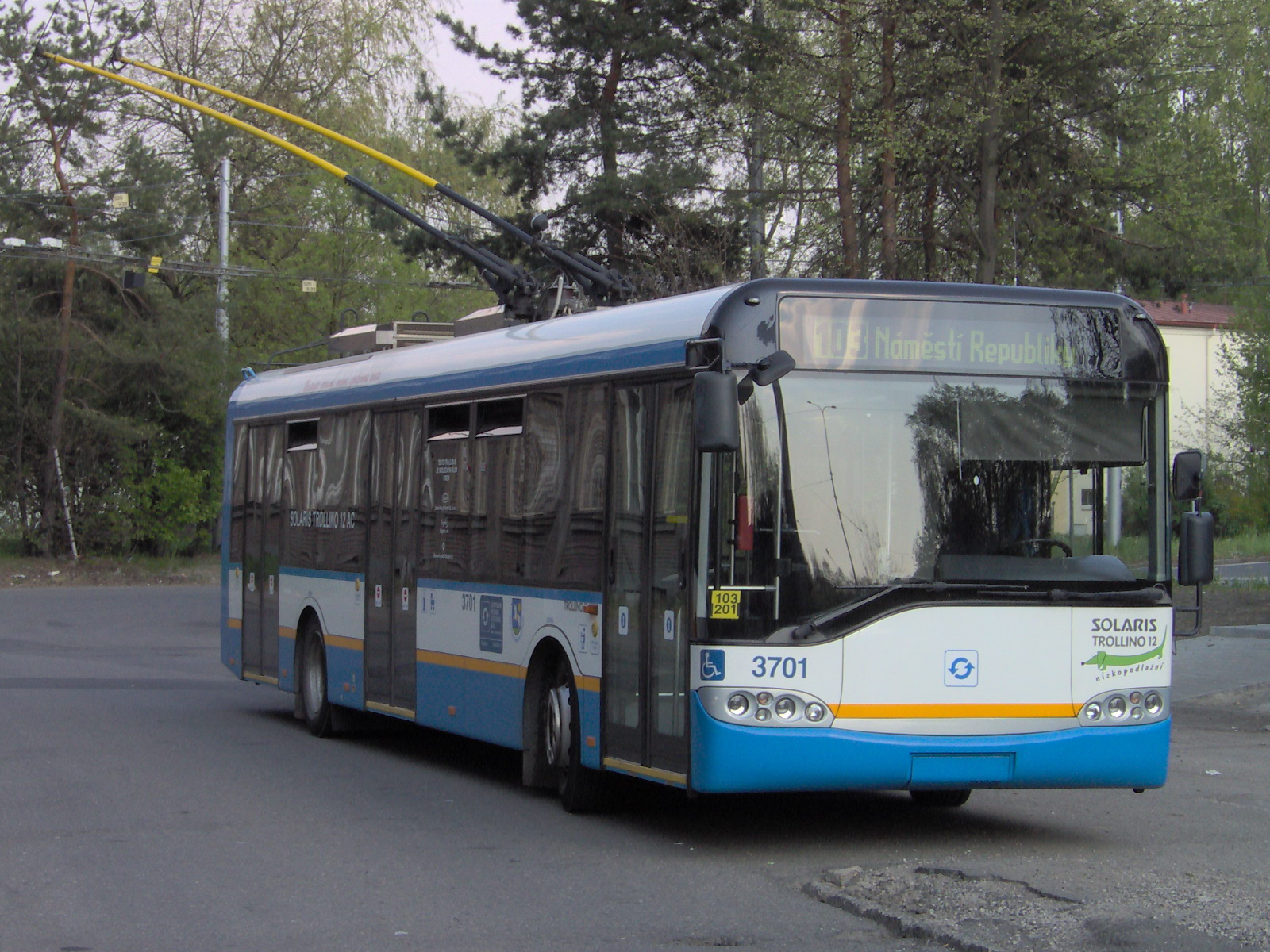
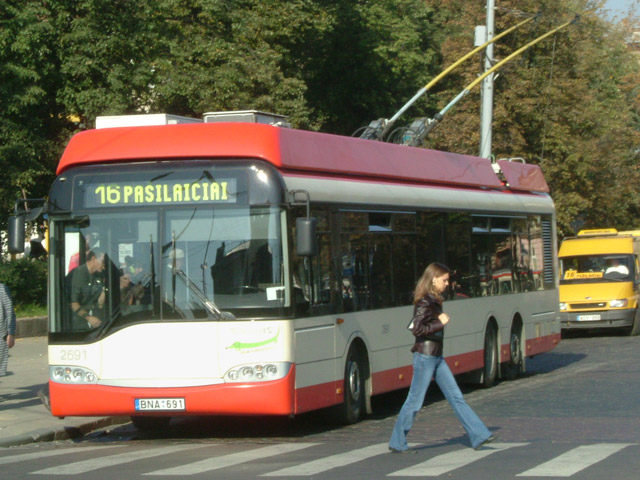
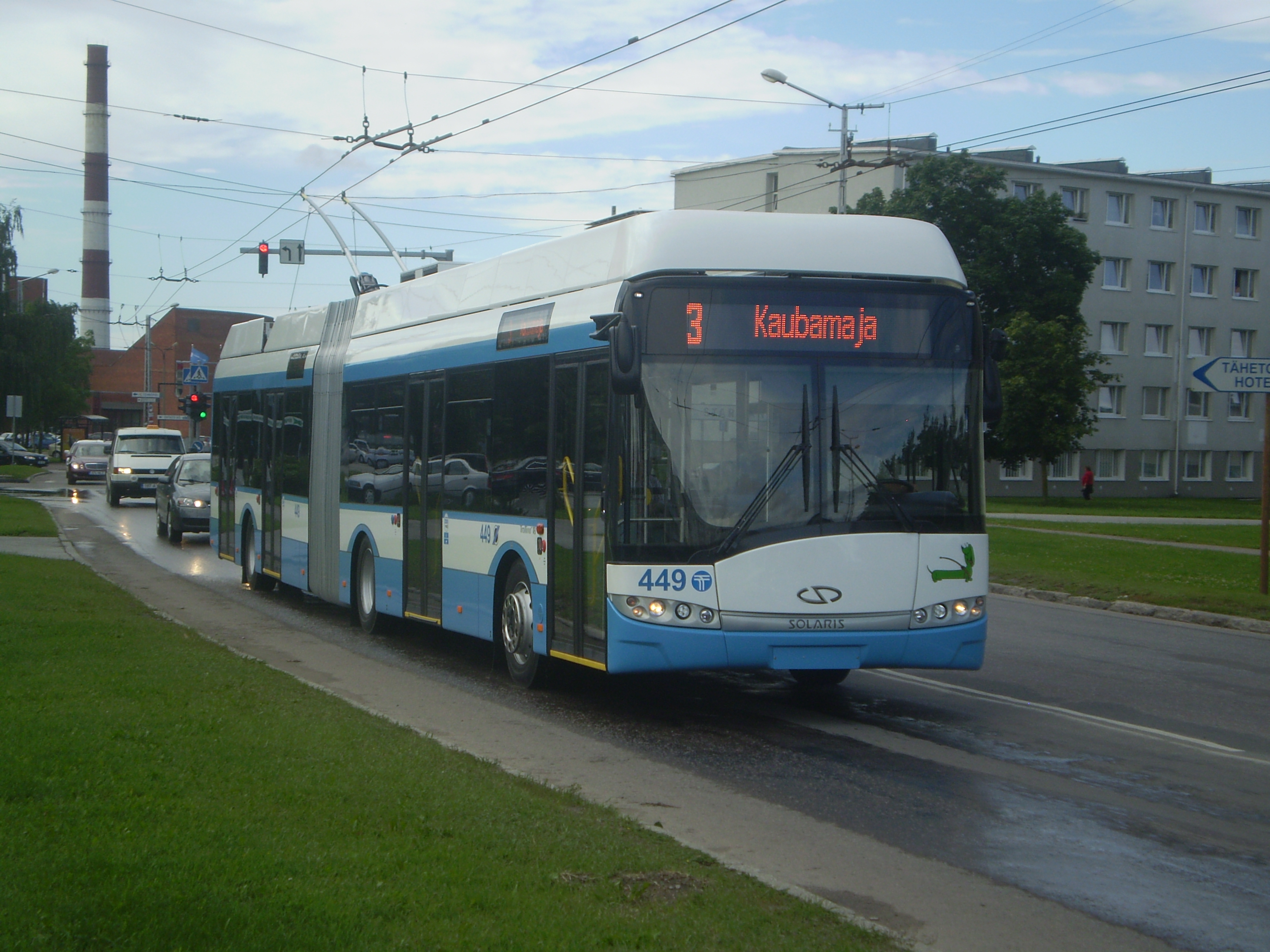

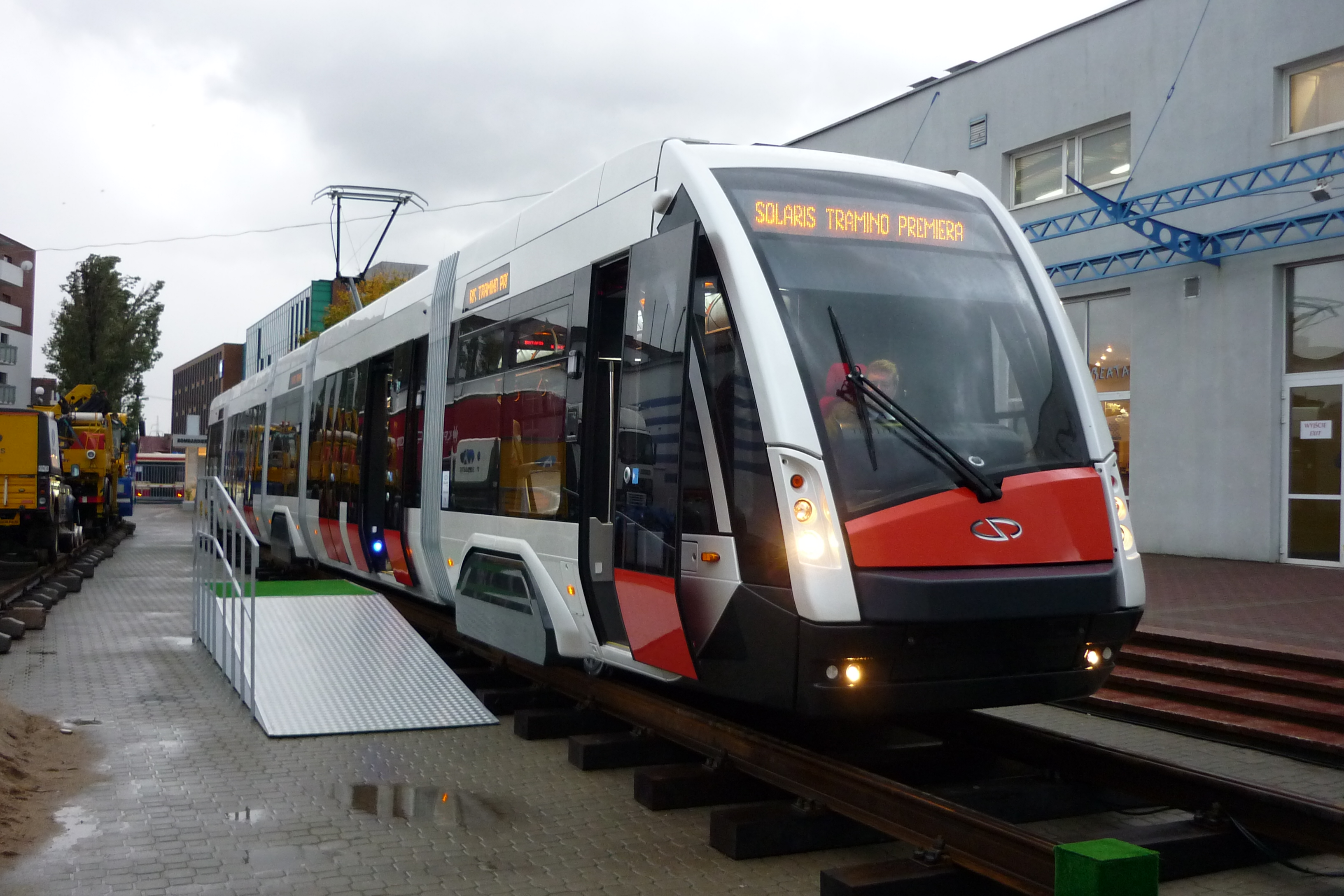
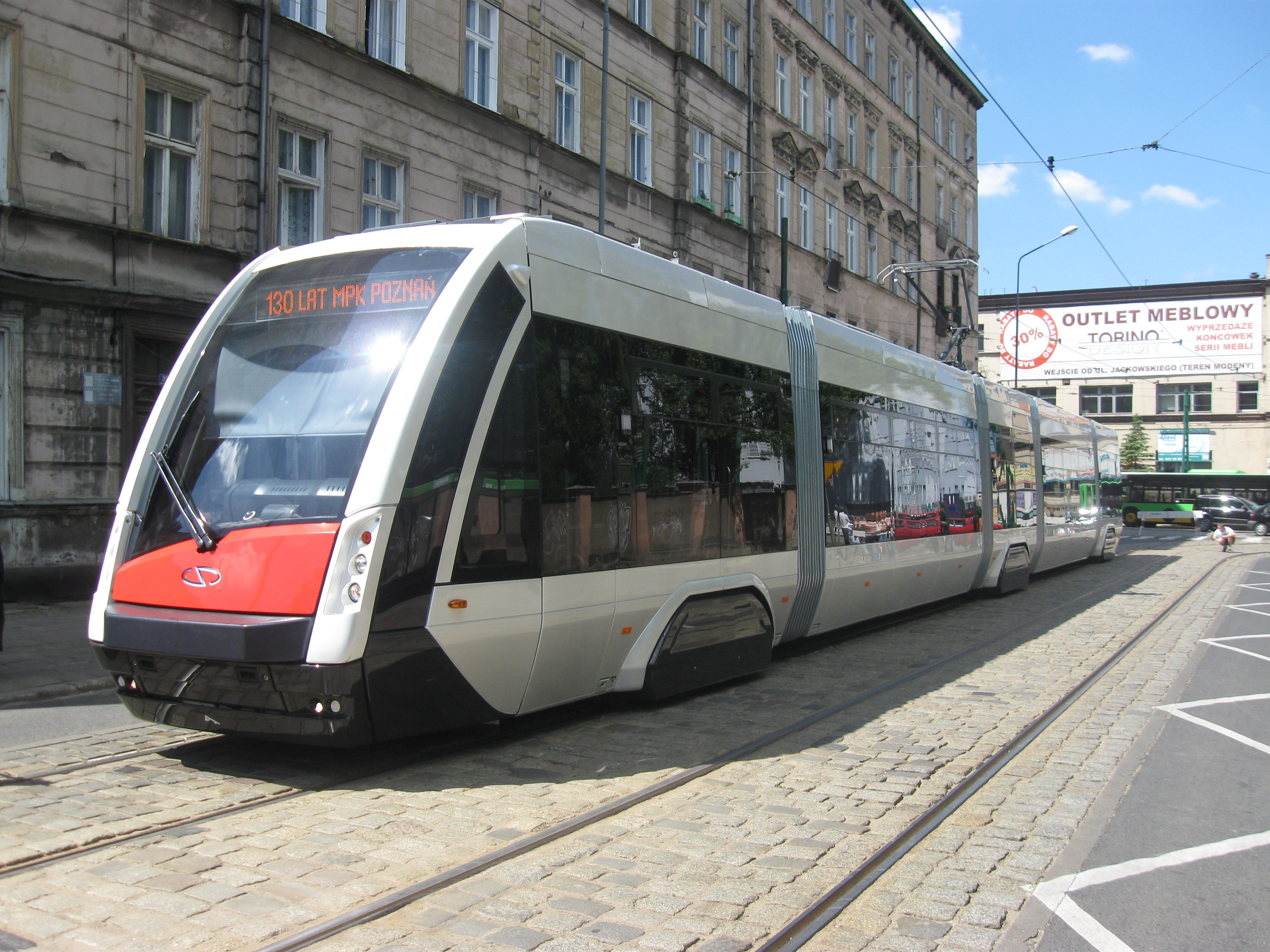
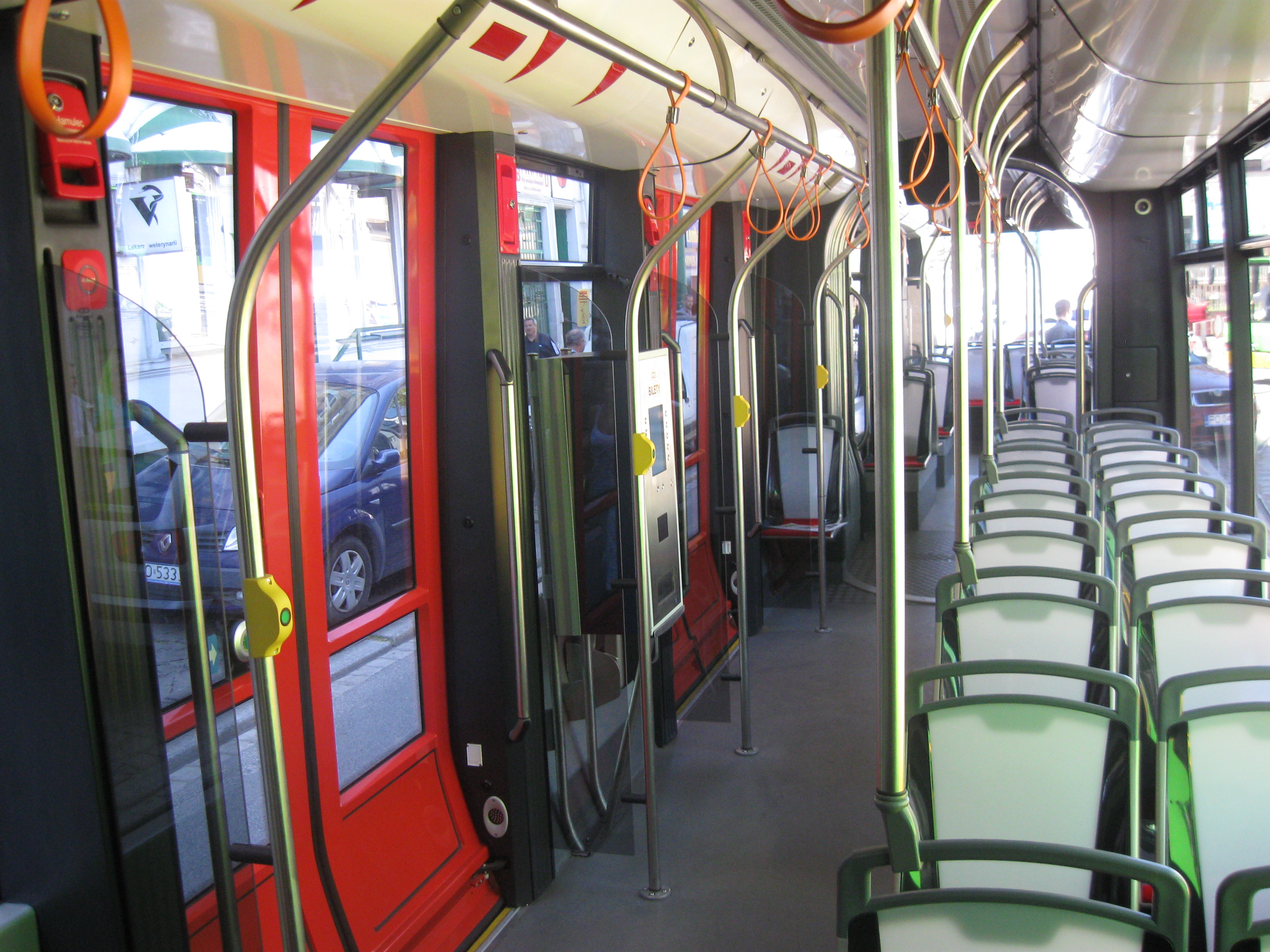
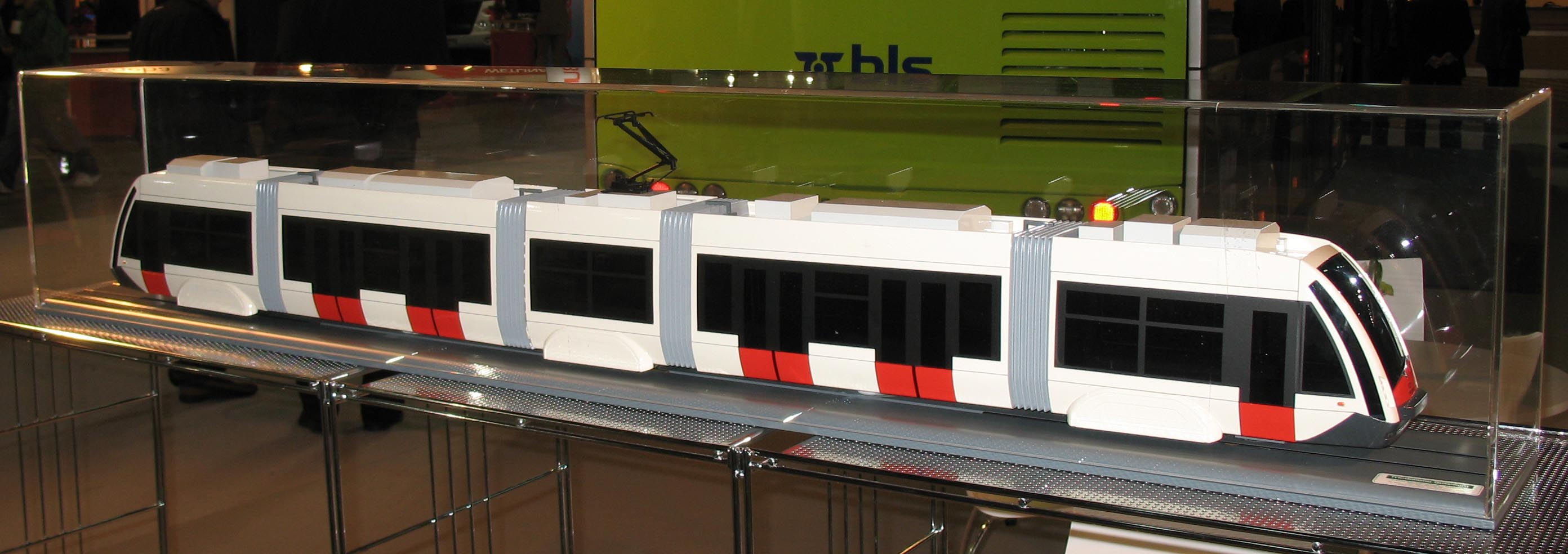
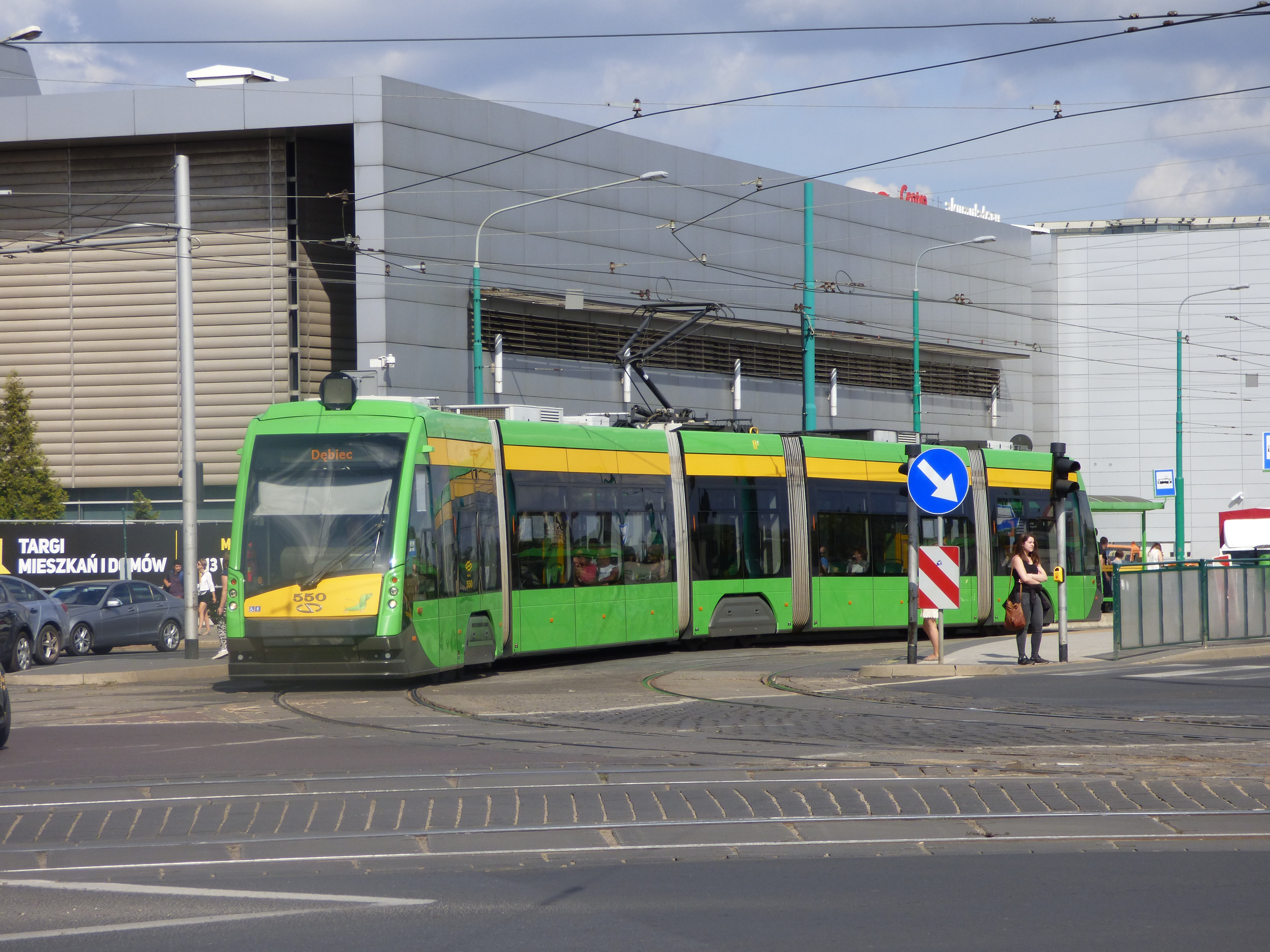

Buszok, trolibuszok:
- 1999 – 24 db
- 2000 – 172 db
- 2001 – 251 db
- 2002 – 255 db (ebből: Trollino – 12 db, Vacanza – 10 db)
- 2003 – 275 db (ebből: Trollino – 32 db, Vacanza – 9 db)
- 2004 – 489 db (ebből: Trollino – 84 db, Vacanza – 10 db)
- 2005 – 610 db (ebből: Trollino – 109 db, Vacanza – 8 db)
- 2006 – 579 db (ebből: Trollino – 50 db, Vacanza – 12 db)
- 2007 – 702 db (ebből: Trollino – 35 db, Vacanza – 11 db)
- 2008 – 1037 db (ebből: Trollino – 16 db, Vacanza – 3 db)
- 2009 – 1114 db (ebből: Trollino – 35 db, Vacanza – 1 db)
- 2010 – 1120 db (ebből: Trollino – 98 db)
- 2011 – 1205 db (ebből: Trollino – 65 db)

Ezek a számok nem tartalmazzák a prototípusokat.
Villamosok:
- 2009 – 1 db
- 2011 – 23 db
- 2012 – 22 db

Solaris Urbino

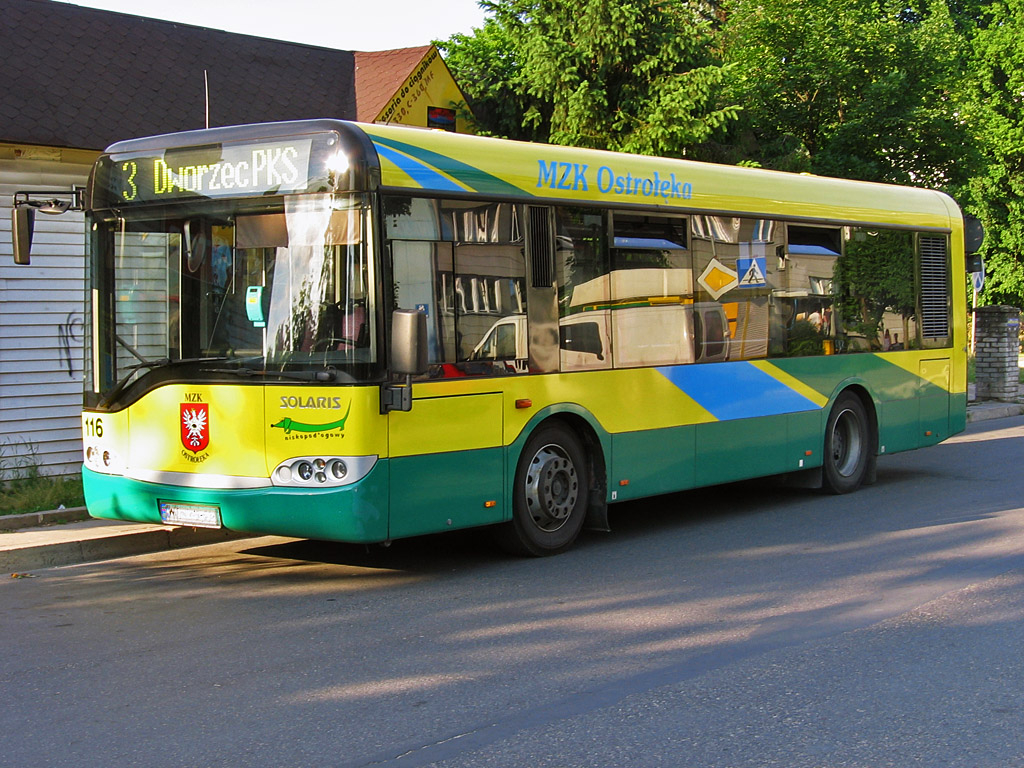
Solaris Urbino 9 busz Ostrołękában (2000)
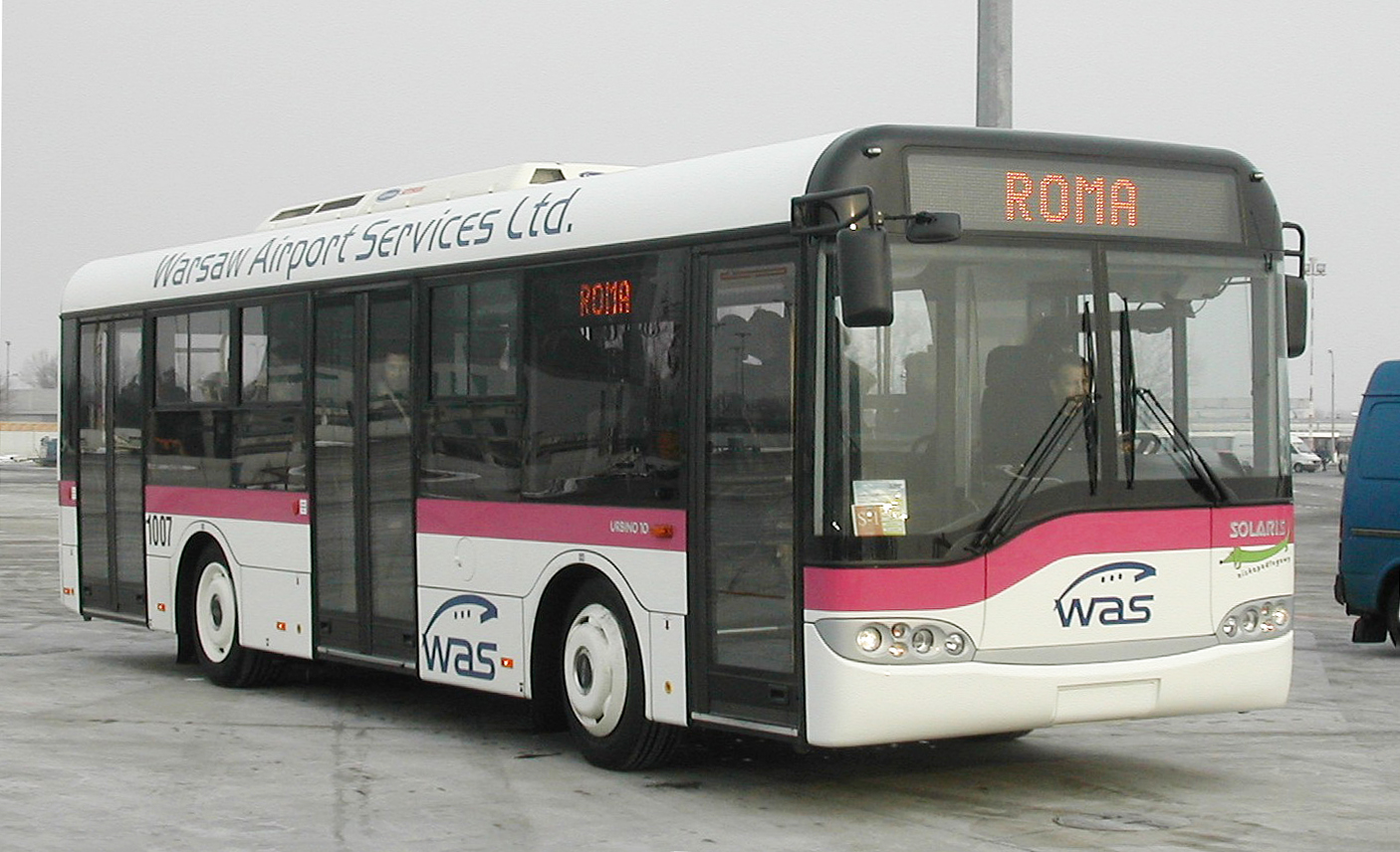
Solaris Urbino 10 a varsói repülőtéren
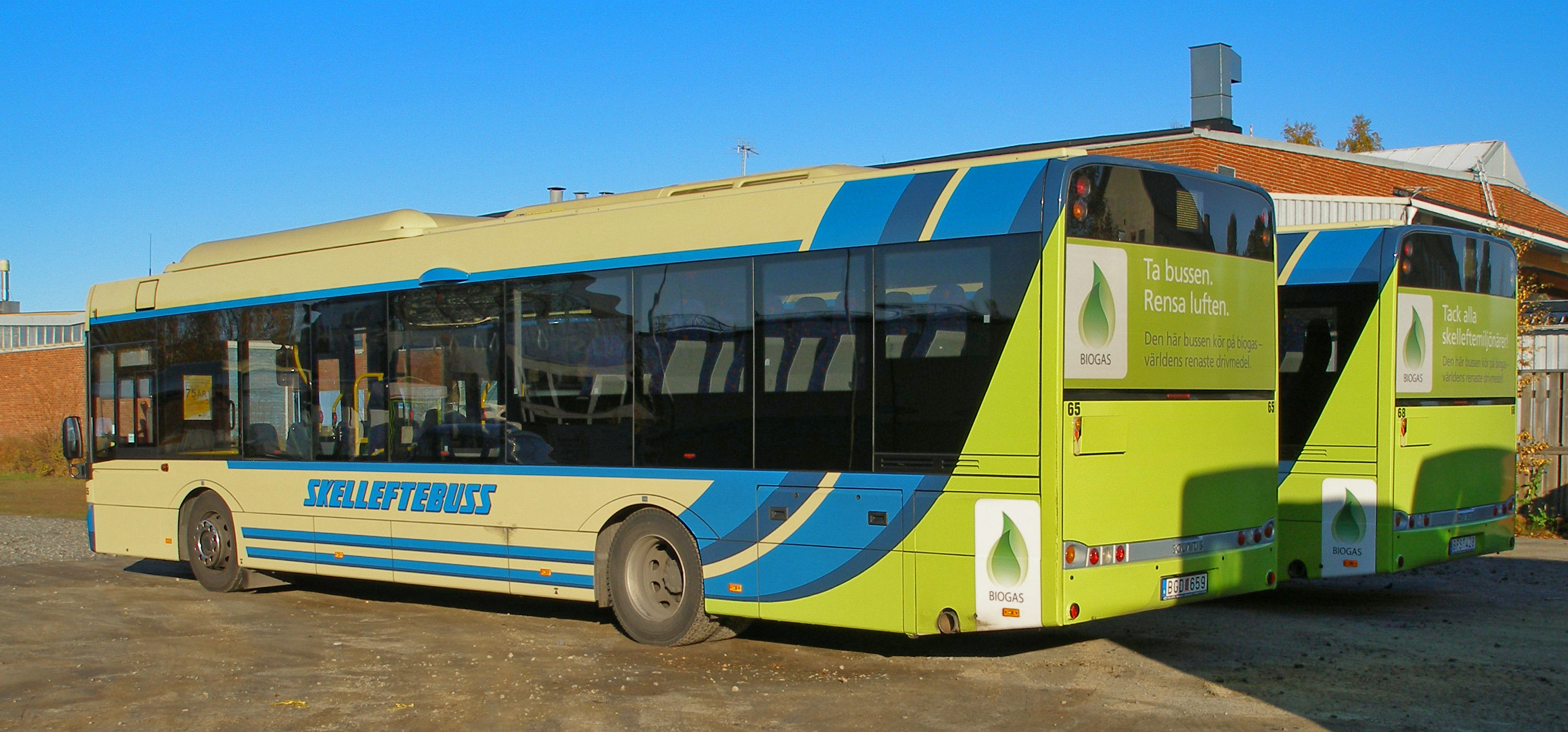
2 Solaris Urbino 12 LE biogáz meghajtású motorral Svédországban Skellefteåban
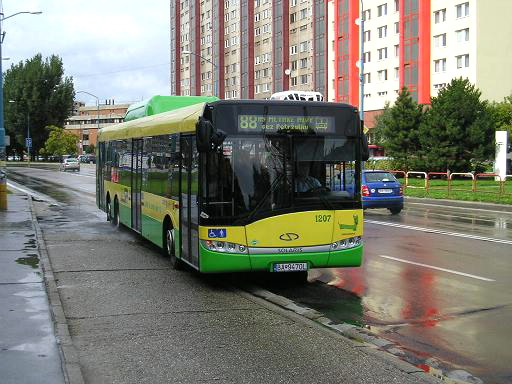
Solaris Urbino 15 CNG III Pozsonyban

Solaris Urbino 12

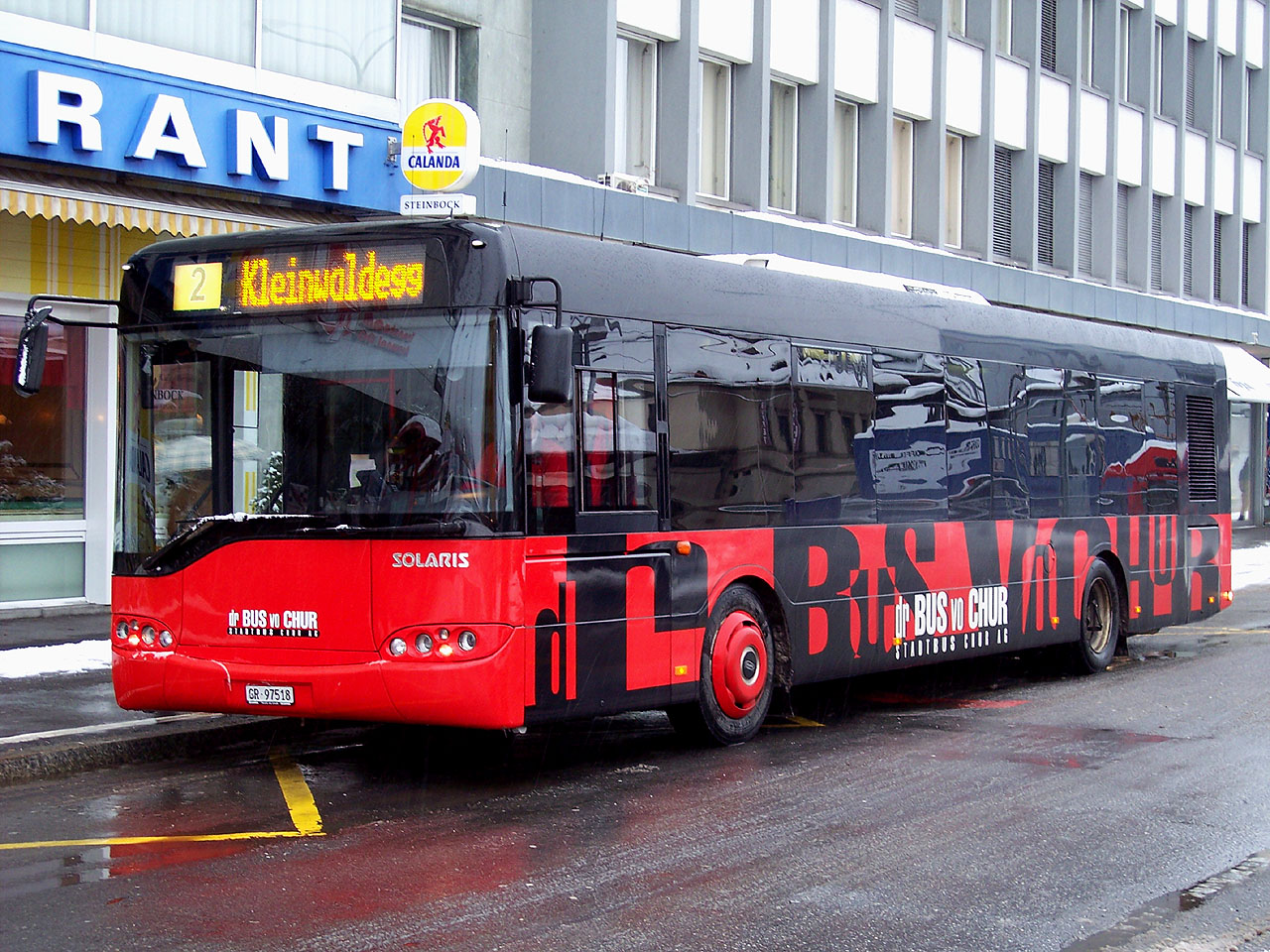
A Stadtbus Chur Solaris Urbino 12-je a churi buszállomás mellett
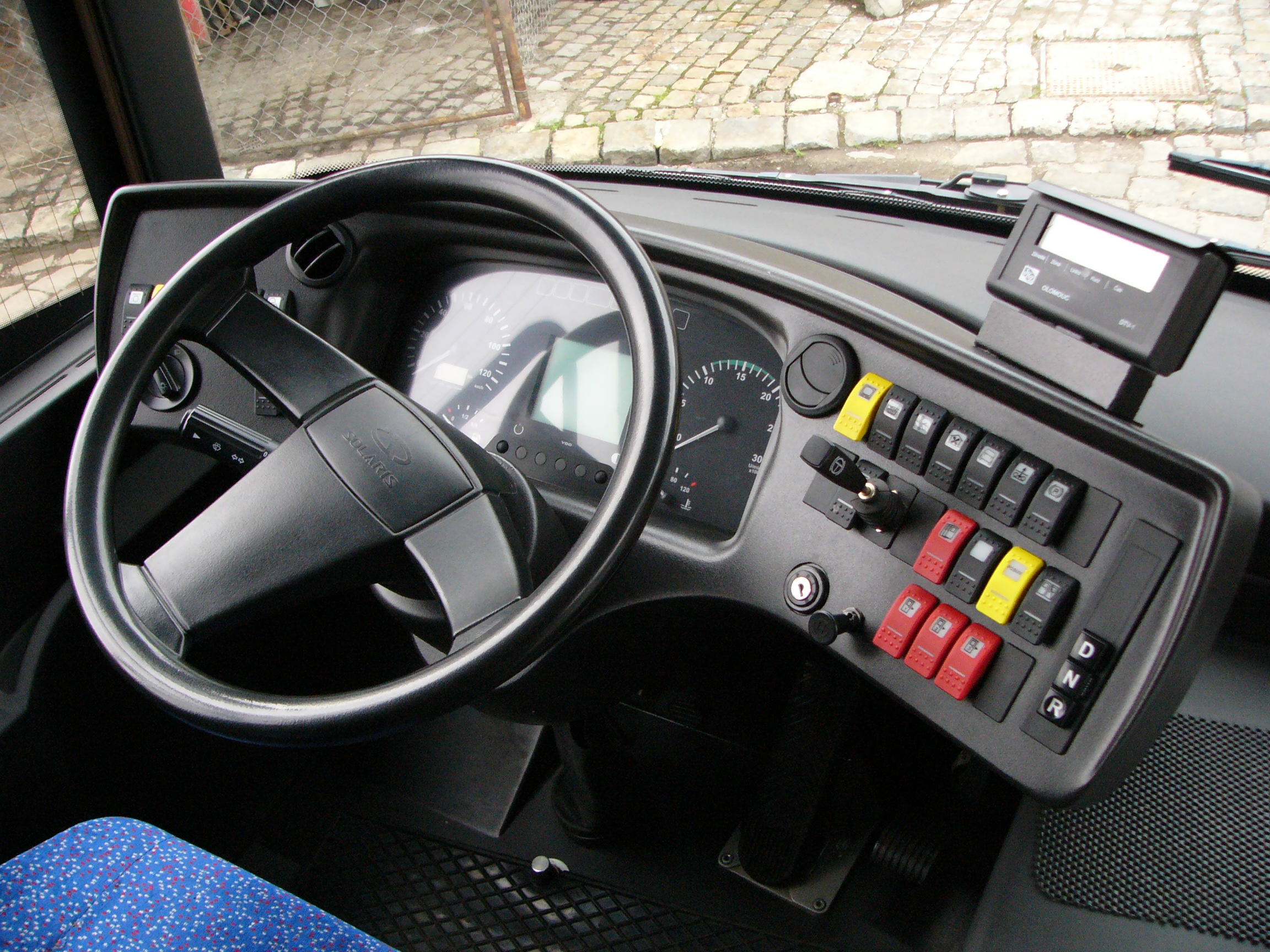
A Solaris Urbino 12 vezetőfülkéje
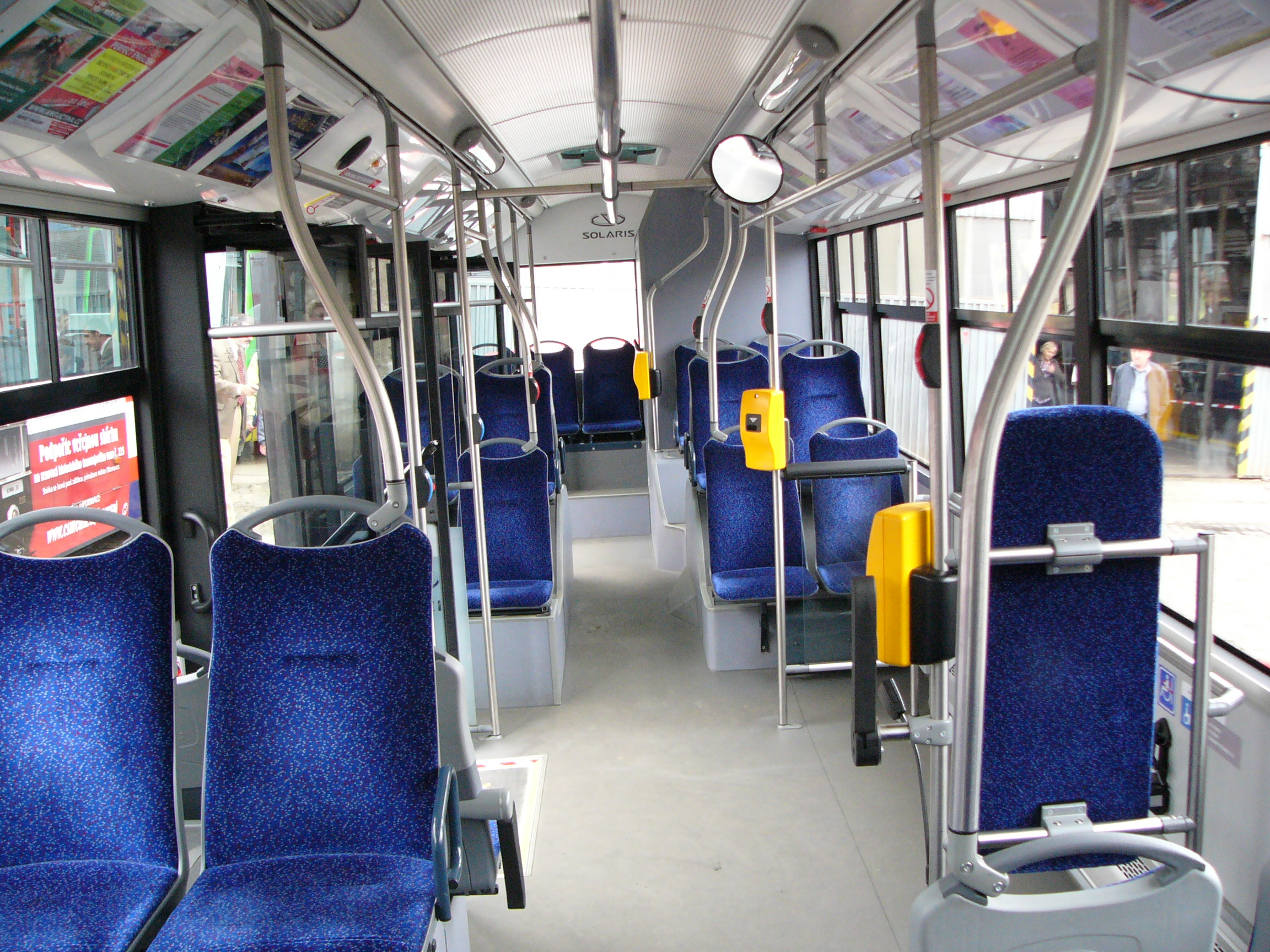
A Solaris Urbino 12 belseje
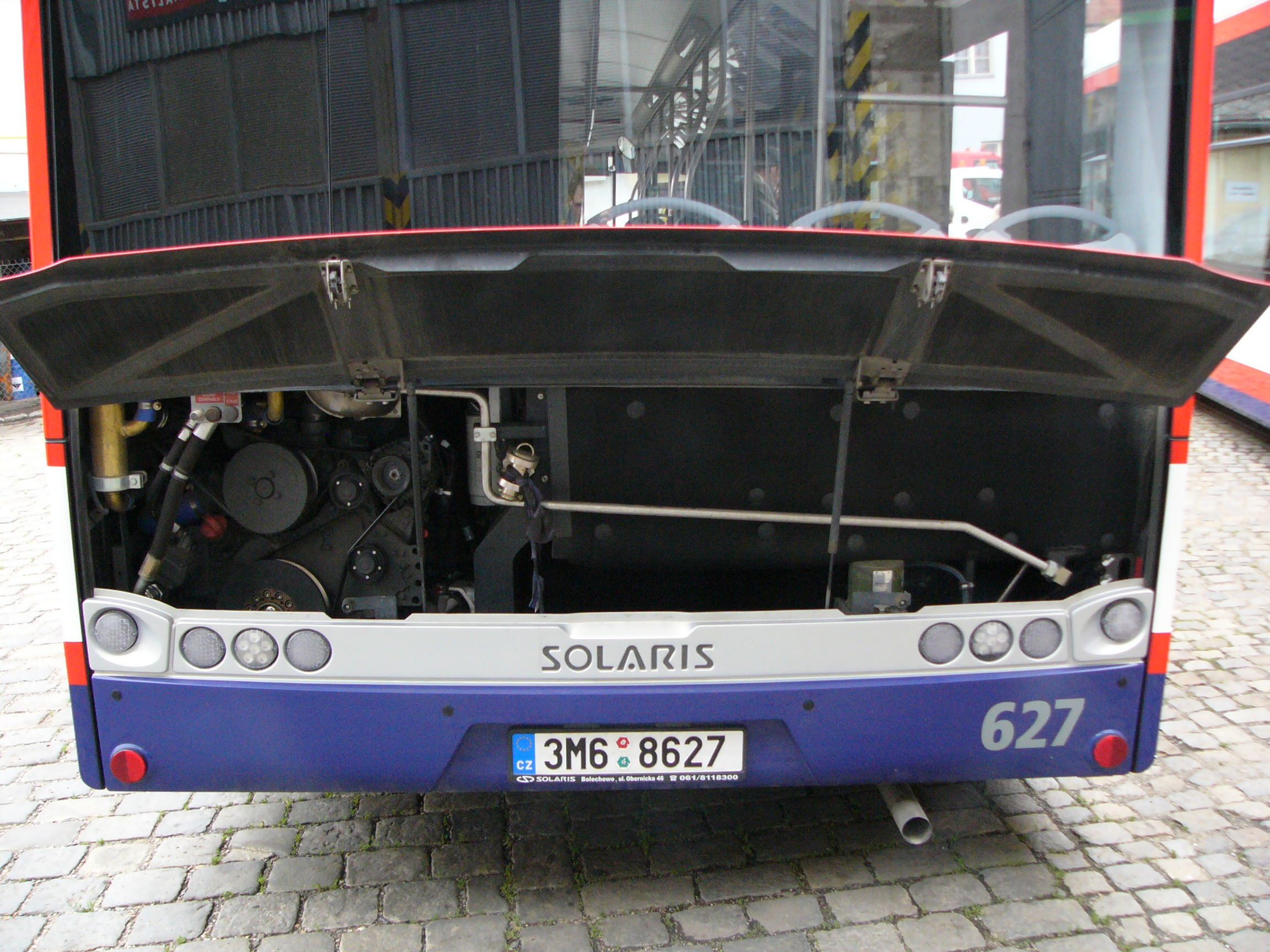
A Solaris Urbino 12 motorja
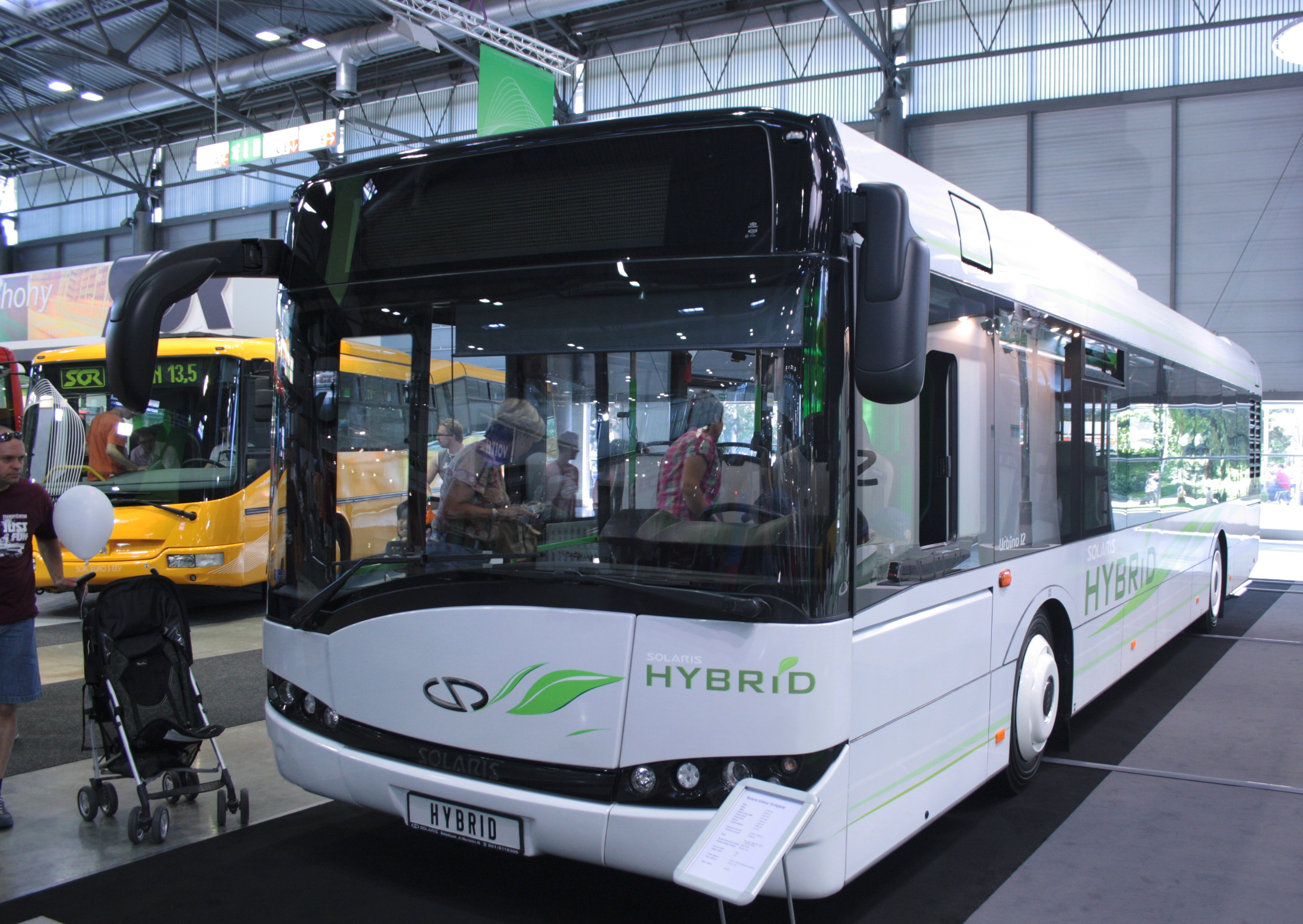
Solaris Urbino 12 Hibrid Brünnben

Solaris Urbino 18

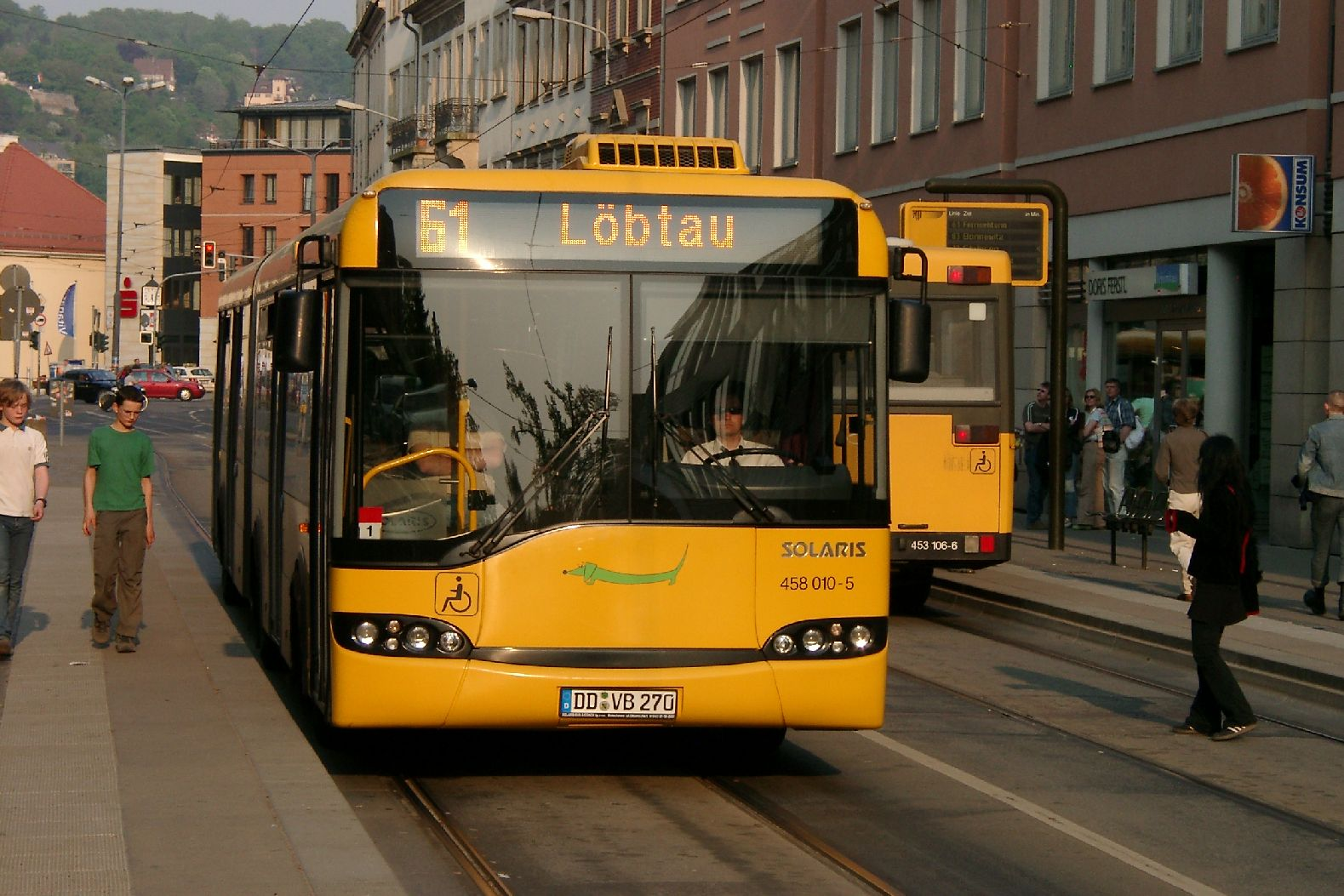
Solaris Urbino 18 Drezdában
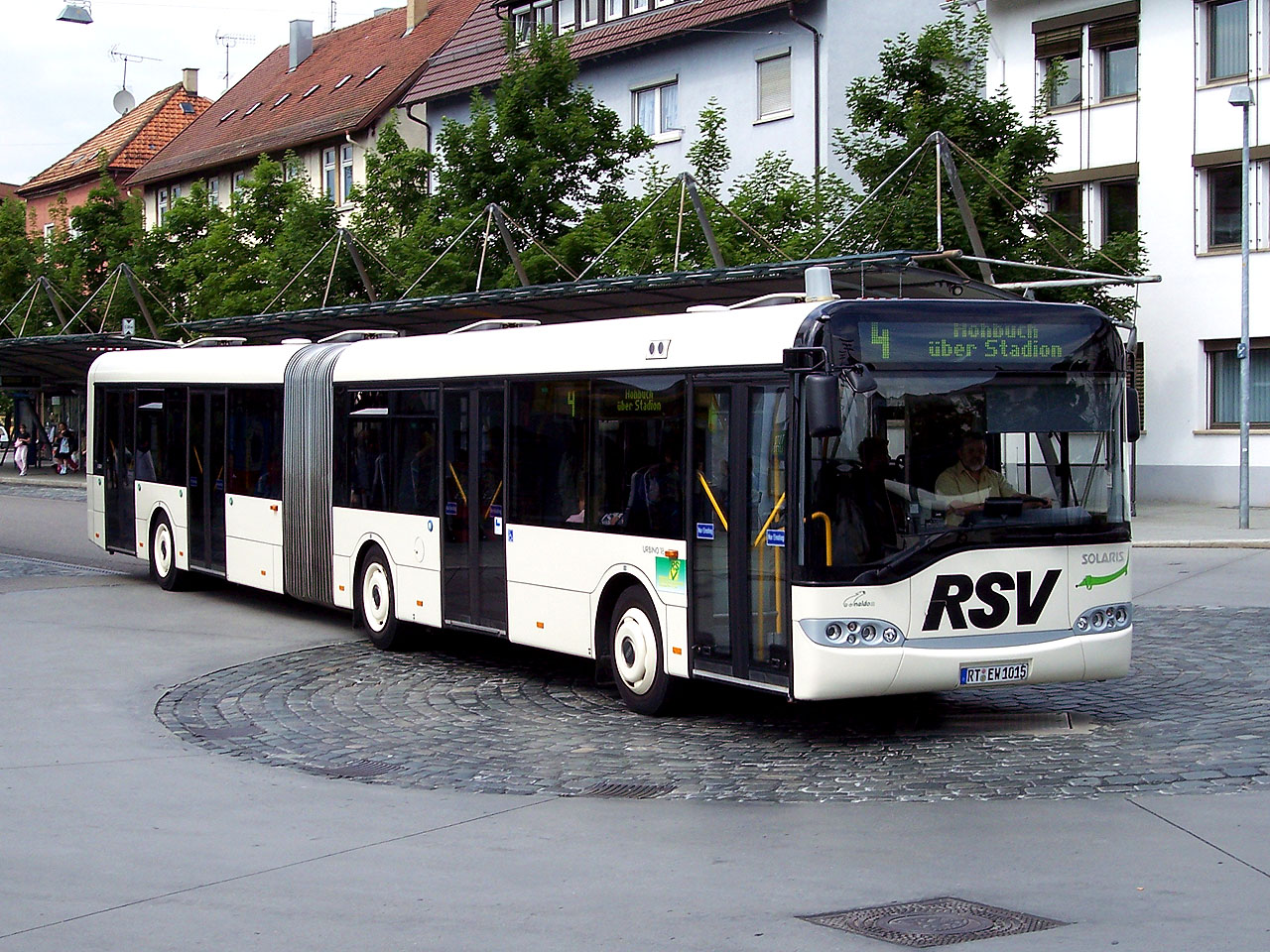
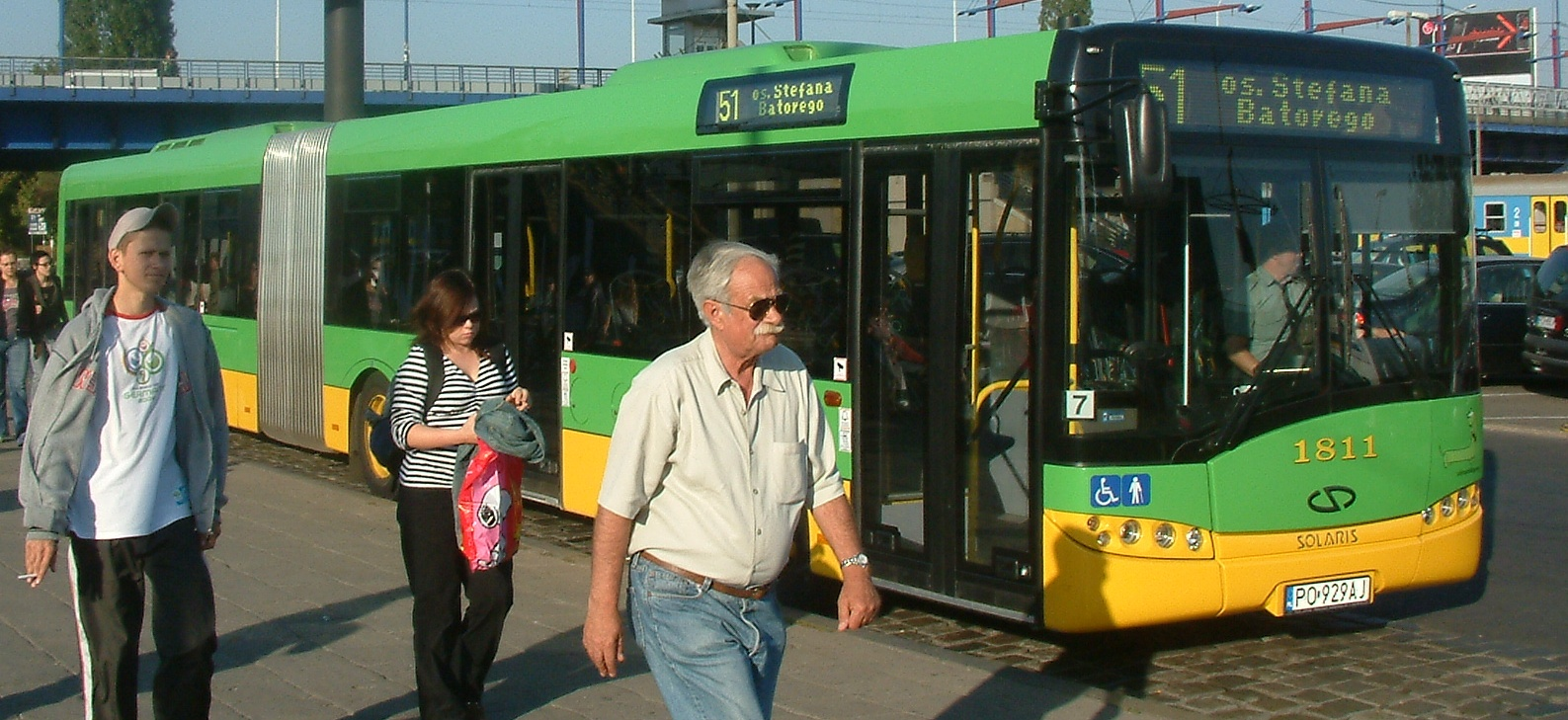
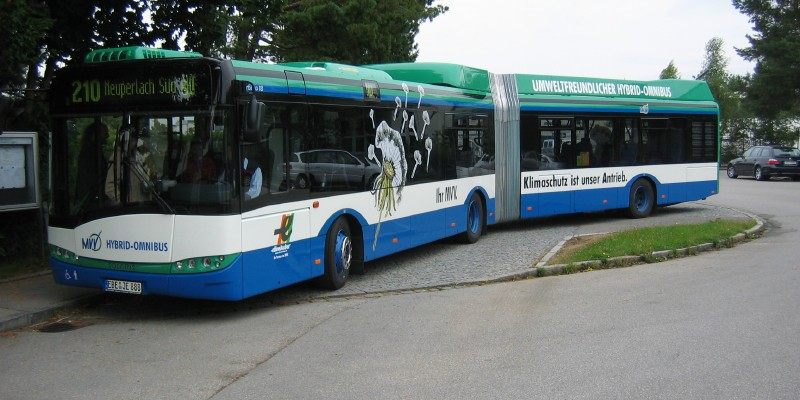

Solaris Vacanza és Solaris Valetta
Solaris Trollino
Solaris Tramino